# Діагноз (фільм)
«Діагноз» — український короткометражний фільм режисера Мирослава Слабошпицького випущений 2009 році. Фільм про підлітків-наркоманів і, зокрема, вагітну дівчинку з ВІЛ.

## Сюжет
Наркокур'єр Петро зі своєю вагітною подругою потрапив під міліційну облаву, він і не підозрював, що неприємності із законом — не найсерйозніша проблема в його житті.
Маленька трагедія з теренів Східної Європи про трьох представників брутального світу вуличної молоді неблагополучних районів української столиці — бродяг-наркоманів, що створили дивний трикутник. Одного разу їхнє повсякденне життя, що складається з міліційних облав, пошуків наркотиків і звичного насильства, змінюють нові обставини.